# Batalha de Abukir (1801)

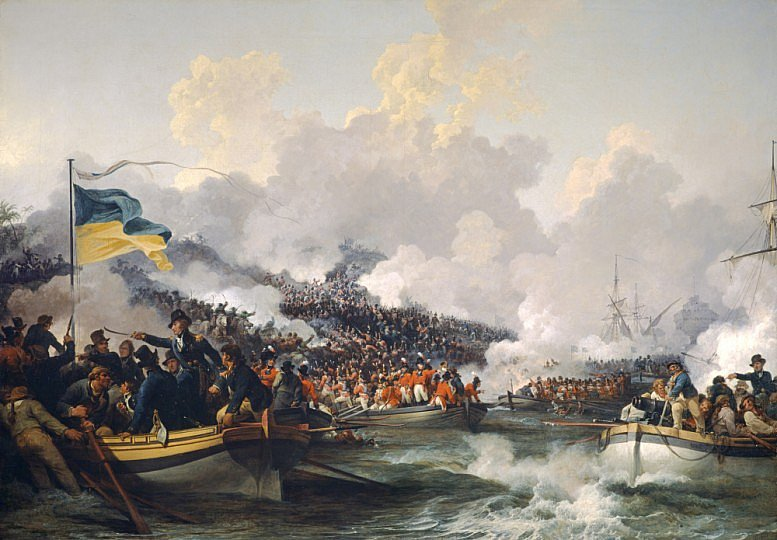
Esta pintura e sua companheira, 'A Batalha de Alexandria', comemoram um ponto de virada em uma campanha inicial das Guerras Napoleônicas, após a ocupação francesa do Egito e consequente ameaça à segurança da Índia britânica. Um exército comandado pelo general Abercromby forçou um desembarque na baía de Aboukir e derrotou os franceses na vizinha Alexandria duas semanas depois. O artista, De Loutherbourg, não esteve presente nesses eventos, mas usou descrições detalhadas de testemunhas oculares para criar uma imagem precisa da ação. A pintura contém vários retratos reconhecíveis de oficiais superiores: a figura de pé no barco à esquerda é Sir Sidney Smith; a figura dominante no barco central com o braço estendido é o major-general Coote. O próprio Abercromby não é retratado nesta cena.

A Batalha de Abukir de 8 de março de 1801 foi a segunda batalha campal da campanha francesa no Egito e na Síria a ser travada em Abu Qir, na costa do Mediterrâneo, perto do Delta do Nilo.

## Batalha
O desembarque da força expedicionária britânica sob o comando de Sir Ralph Abercromby tinha como objetivo derrotar ou expulsar cerca de 21 000 soldados remanescentes da malfadada invasão de Napoleão ao Egito. A frota comandada pelo barão Keith incluía sete navios de linha, cinco fragatas e uma dezena de corvetas armadas. Com os transportes de tropas, foi atrasado na baía por vários dias por fortes vendavais e mar agitado antes que o desembarque pudesse prosseguir.
A guarnição francesa de Alexandria sob o comando do general Friant, cerca de 2 000 soldados franceses e dez canhões de campanha em posições altas cobraram um grande tributo de uma grande força britânica desembarcando de uma frota de força-tarefa em barcos, cada um carregando 50 homens para desembarcar na praia. Os britânicos então avançaram e dominaram os defensores com baionetas fixas e garantiram a posição, permitindo um desembarque ordenado do restante de seu exército de 17 500 homens e seu equipamento. A escaramuça foi um prelúdio para a Batalha de Alexandria e resultou em perdas britânicas de 730 mortos, feridos ou desaparecidos. Os franceses se retiraram, perdendo pelo menos 300 mortos ou feridos e oito peças de canhão.
Mais tarde, Napoleão descreveu o desembarque britânico como "uma das ações mais vigorosas que se poderia imaginar".

## Ordens de batalha

### Britânico
| brigada e comandante                                         | Regimento                                         | número de homens                   | Ref.  |
| ------------------------------------------------------------ | ------------------------------------------------- | ---------------------------------- | ----- |
| Primeira linha                                               | Primeira linha                                    | Primeira linha                     | [ 3 ] |
| Brigada de Guardas Major-General George Ludlow               | 1º Batalhão, Regimento Coldstream de guardas a pé | 766                                | [ 3 ] |
| Brigada de Guardas Major-General George Ludlow               | 1º Batalhão, Terceiro Regimento de Infantaria     | 812                                | [ 3 ] |
| 1ª Brigada Major-General Eyre Coote                          | 2º Batalhão, 1º Regimento de Infantaria           | 626                                | [ 3 ] |
| 1ª Brigada Major-General Eyre Coote                          | 1º Batalhão, 54º Regimento de Infantaria          | 974 (combinado)                    | [ 3 ] |
| 1ª Brigada Major-General Eyre Coote                          | 2º Batalhão, 54º Regimento de Infantaria          | 974 (combinado)                    | [ 3 ] |
| 1ª Brigada Major-General Eyre Coote                          | 92º Regimento de Infantaria                       | 529                                | [ 3 ] |
| 2ª Brigada Major-General John Cradock                        | 8º Regimento de Infantaria                        | 439                                | [ 3 ] |
| 2ª Brigada Major-General John Cradock                        | 13º Regimento de Infantaria                       | 561                                | [ 3 ] |
| 2ª Brigada Major-General John Cradock                        | 18º Regimento de Infantaria                       | 411                                | [ 3 ] |
| 2ª Brigada Major-General John Cradock                        | 90º Regimento de Infantaria                       | 727                                | [ 3 ] |
| Segunda linha                                                |                                                   |                                    | [ 3 ] |
| 3ª Brigada Major-General Lord Cavan                          | 1º Batalhão, 27º Regimento de Infantaria          | Deixou doente em Gibraltar e Malta | [ 3 ] |
| 3ª Brigada Major-General Lord Cavan                          | 2º Batalhão, 27º Regimento de Infantaria          | Deixou doente em Gibraltar e Malta | [ 3 ] |
| 3ª Brigada Major-General Lord Cavan                          | 50º Regimento de Infantaria                       | 477                                | [ 3 ] |
| 3ª Brigada Major-General Lord Cavan                          | 79º Regimento de Infantaria                       | 604                                | [ 3 ] |
| 4ª Brigada Brigadeiro-General John Doyle                     | 2º Regimento de Infantaria                        | 530                                | [ 3 ] |
| 4ª Brigada Brigadeiro-General John Doyle                     | 30º Regimento de Infantaria                       | 412                                | [ 3 ] |
| 4ª Brigada Brigadeiro-General John Doyle                     | 44º Regimento de Infantaria                       | 263                                | [ 3 ] |
| 4ª Brigada Brigadeiro-General John Doyle                     | 89º Regimento de Infantaria                       | 378                                | [ 3 ] |
| 5ª Brigada (Estrangeira) Brigadeiro-General John Stuart      | Regimento de Stuart                               | 929                                | [ 3 ] |
| 5ª Brigada (Estrangeira) Brigadeiro-General John Stuart      | Regimento de De Roll                              | 528                                | [ 3 ] |
| 5ª Brigada (Estrangeira) Brigadeiro-General John Stuart      | Regimento de Dillon                               | 530                                | [ 3 ] |
| reserva                                                      |                                                   |                                    | [ 3 ] |
| Major-General John Moore Brigadeiro-General Hildebrand Oakes | 23º Regimento de Infantaria                       | 457                                | [ 3 ] |
| Major-General John Moore Brigadeiro-General Hildebrand Oakes | 28º Regimento de Infantaria                       | 587                                | [ 3 ] |
| Major-General John Moore Brigadeiro-General Hildebrand Oakes | 42º Regimento de Infantaria                       | 754                                | [ 3 ] |
| Major-General John Moore Brigadeiro-General Hildebrand Oakes | 58º Regimento de Infantaria                       | 469                                | [ 3 ] |
| Major-General John Moore Brigadeiro-General Hildebrand Oakes | 40º Regimento de Infantaria                       | 250                                | [ 3 ] |
| Major-General John Moore Brigadeiro-General Hildebrand Oakes | Rangers da Córsega (companhias de flanco)         | 209                                | [ 3 ] |
| Cavalaria                                                    |                                                   |                                    | [ 3 ] |
| Brigadeiro-General Edward Finch                              | 11º Dragões Leves (uma tropa)                     | 53                                 | [ 3 ] |
| Brigadeiro-General Edward Finch                              | 12º Dragões da Luz                                | 474                                | [ 3 ] |
| Brigadeiro-General Edward Finch                              | 26ª Dragões de Luz                                | 369                                | [ 3 ] |
| Brigadeiro-General Edward Finch                              | Hussardos de Hompesch                             | 138                                | [ 3 ] |
| Artilharia                                                   |                                                   |                                    | [ 3 ] |
| Brigadeiro-General Robert Lawson                             | 13ª Companhia de Artilharia                       | 627                                | [ 3 ] |
| Brigadeiro-General Robert Lawson                             | 14ª Companhia de Artilharia                       | 627                                | [ 3 ] |
| Brigadeiro-General Robert Lawson                             | 26ª Companhia de Artilharia                       | 627                                | [ 3 ] |
| Brigadeiro-General Robert Lawson                             | 28ª Companhia de Artilharia                       | 627                                | [ 3 ] |
| Brigadeiro-General Robert Lawson                             | 55ª Companhia de Artilharia                       | 627                                | [ 3 ] |
| Brigadeiro-General Robert Lawson                             | 69ª Companhia de Artilharia                       | 627                                | [ 3 ] |
| Brigadeiro-General Robert Lawson                             | 70ª Companhia de Artilharia                       | 627                                | [ 3 ] |
| Brigadeiro-General Robert Lawson                             | 71ª Companhia de Artilharia                       | 627                                | [ 3 ] |

### Francês
| Unidade          | número de homens | Ref.  |
| ---------------- | ---------------- | ----- |
| Cavalaria        | Cavalaria        | [ 3 ] |
| 18º Dragões      | 115              | [ 3 ] |
| 20º Dragões      | 80               | [ 3 ] |
| Infantaria       |                  | [ 3 ] |
| 61ª semi-brigada | 680              | [ 3 ] |
| 75ª semi-brigada | 950              | [ 3 ] |
| 51ª semi-brigada | 210              | [ 3 ] |